# Informální učení
Informální učení je získávání dovedností a schopností z každodenních aktivit běžného života, činností v práci, ve volném čase atd. Jde o sebevzdělávání. Jde o neorganizované, nesystematické a institucionálně nekoordinované vzdělávání. Občas se mluví o tom, že informální učení je nezáměrné a bezděčné. Jde tedy o neplánované a spontánní učení při každodenní rutině.

## Význam
Jedná se o učení v rámci běžných aktivit, z prostředí, interakcí s rodinou, přáteli nebo jakýmkoliv jiným člověkem. „Člověk je může získat z práce či činnosti, kterou se zabývá, ale i v rámci svého volného času, při cestování, sledování televize, rozhlasu, četbou, navštěvováním divadla, kina, různých kulturních akcí, výstav, koncertů apod.“

## Rozdíl mezi formálním, neformálním a informálním učením
Existují tři typy učení, které se navzájem liší. Hlavní odlišnost informálního učení od ostatních typů spočívá v tom, že informální vzdělávání není nezbytné záměrné. Je to takové učení, které nemusí být jednoduše rozpoznatelné dokonce samotnými účastníky. Může být cílené. Důležitým rozdílem mezi neformálním a informálním vzděláváním je to, že informální učení se nemusí uskutečňovat z rozhodnutí člověka, kdežto neformální vzdělávání je záměrná dobrovolná aktivita.

## Historie
V mezinárodních diskuzích jsou s konceptem informálního učení spojena jména Johna Deweyho a později Malcolma Knowlesa hlavně v kontextu vývojové psychologie. Ze začátku informální vzdělání bylo cokoliv, co nepatřilo ke škole a neformálním vzdělávacím kurzům. Následně se význam slova rozšířil, ale stejně začal z toho, že forma výuky byla organizována, jen ale nebyla financována.

## Příklady akcí v ČR podporující informální učení
- Noc kostelů
- Muzejní noc
- Open House Praha
- Celé Česko čte dětem
- Program Mládež v akci

Program Mládež v akci probíhal v letech 2007–2013 a dá se ho zařadit k neformálnímu a informálnímu vzdělávání. Je to součásti programu Evropské unie, který je zaměřen na volnočasové aktivity mladých lidí. Předchůdcem je program Mládež (2000–2006). Program podporuje takové činnosti, jako mezinárodní výměny, Evropské dobrovolné služby, iniciativy mládeže a aktivity zaměřené na rozvoj kvalifikace pracovníků s mládeží. Je to program, kterého se mohou zúčastnit lidí od 13 do 30 let, avšak hlavní cílovou skupinou jsou lidi ve věku 15-28.